# Edi Semedo
Edi Semedo (ur. 1 czerwca 1999 w Lizbonie) – portugalski piłkarz, występujący na pozycji napastnika w cypryjskim klubie Aris Limassol .
Statystyka
(Stan na koniec sezonu 2024/2025)
| Klub                         | Sezon                   | Liga                      | Liga | Liga | Puchar krajowy | Puchar krajowy | Puchar TDL | Puchar TDL | Razem | Razem |
| Klub                         | Sezon                   | Nazwa                     | Me.  | Br.  | Me.            | Br.            | Me.        | Br.        | Me.   | Br.   |
| ---------------------------- | ----------------------- | ------------------------- | ---- | ---- | -------------- | -------------- | ---------- | ---------- | ----- | ----- |
| B-SAD                        | 2019/20                 | Primeira Liga             | 10   | 0    | 0              | 0              | 0          | 0          | 10    | 0     |
| B-SAD                        | 2020/21                 | Primeira Liga             | 11   | 0    | 2              | 1              | 0          | 0          | 13    | 1     |
| B-SAD                        | Total                   | Total                     | 21   | 0    | 2              | 1              | 0          | 0          | 23    | 1     |
| CD Mafra (wyp.)              | 2020/21                 | Liga Portugal 2           | 9    | 0    | –              | –              | –          | –          | 9     | 0     |
| Penafiel                     | 2021/22                 | Liga Portugal 2           | 26   | 3    | 3              | 0              | 2          | 0          | 31    | 3     |
| Penafiel                     | 2022/23                 | Liga Portugal 2           | 32   | 4    | 2              | 0              | 3          | 1          | 37    | 5     |
| Penafiel                     | Total                   | Total                     | 58   | 7    | 5              | 0              | 5          | 1          | 68    | 8     |
| Radomiak Radom               | 2023/24                 | Ekstraklasa               | 17   | 4    | 1              | 0              | –          | –          | 18    | 4     |
| Aris Limassol                | 2023/24                 | Protathlima A’ Kategorias | 15   | 1    | 4              | 0              | –          | –          | 19    | 1     |
| Aris Limassol                | 2024/25                 | Protathlima A’ Kategorias | 14   | 0    | 2              | 1              | –          | –          | 16    | 1     |
| Aris Limassol                | Total                   | Total                     | 29   | 1    | 6              | 1              | –          | –          | 35    | 2     |
| Jagiellonia Białystok (wyp.) | 2024/25                 | Ekstraklasa               | 7    | 0    | 1              | 0              | –          | –          | 8     | 0     |
| Razem w całej karierze:      | Razem w całej karierze: | Razem w całej karierze:   | 141  | 12   | 15             | 2              | 5          | 1          | 161   | 15    |

## Sukcesy
Jagiellonia Białystok
- Superpuchar Polski 2024[3]